# Хазенмейер, Дон
Доналд Ирвин Хазенмейер (англ. Donald Irvin Hasenmayer, 4 апреля 1927, Рослин, Пенсильвания — 28 января 2020, Уоррингтон, там же) — американский бейсболист, игрок второй и третьей баз. Выступал в Главной лиге бейсбола в составе «Филадельфии».

## Биография
Доналд Хазенмейер родился 4 апреля 1927 года в Рослине в штате Пенсильвания. Он был одним из пяти детей в семье, жившей в Абингтоне, к северу от Филадельфии. Профессиональную спортивную карьеру Дон начал в 1944 году, вскоре после своего 17-летия. Первыми его командами стали «Брэдфорд Блу Уингз» и «Уилмингтон Блу Рокс».
В годы Второй мировой войны команды Главной лиги бейсбола лишились ряда своих игроков. Во многом благодаря этому, Хазенмейер дебютировал за «Филадельфию» 2 мая 1945 года. Во второй игре за команду он выбил свой единственный в карьере хит. Всего в чемпионате 1945 года Дон сыграл в пяти матчах прежде чем поступил на военную службу, которую он проходил на авианосце Kearsarge.
Домой он вернулся в 1946 году. В июле «Филадельфия» снова подписала с ним контракт, отправив Дона набирать форму в фарм-клуб Восточной лиги «Ютика Блу Сокс». В 56 сыгранных матчах он отбивал с показателем всего 18,4 %, но тренерский штаб Филлис в августе всё же вызвал его в основной состав. Хазенмейер принял участие в нескольких матчах, но реализовал лишь один выход на биту из двенадцати. После этого в Главной лиге бейсбола он больше не играл. Следующие четыре сезона Дон провёл в различных фарм-командах «Филадельфии». В 1951 году, последнем в карьере, он выступал за несколько команд, входивших в системы «Бостон Ред Сокс» и «Нью-Йорк Янкис».
После окончания карьеры Хазенмейер продолжил развивать бизнес своего отца, выполнявшего ремонт зданий. Также он тренировал детские бейсбольные команды, в одной из которых играла его дочь. 
Последние годы жизни Дон провёл в доме престарелых. Он скончался 28 января 2020 года в возрасте 92 лет.